# Genf
Genf (franciául: Genève, kiejtéseⓘ, németül: Genf, olaszul: Ginevra) a második legnagyobb népességű város Svájcban (Zürich után), Genf kanton fővárosa.
A 21. század elején (2002) a város lakosságának kb. 44%-a külföldi származású.

## Fekvése
A Genfi-tó partján, a Rhône folyó kifolyásánál fekszik. Lyontól 150 km távolságra van. A várost három hegylánc övezi, északnyugati irányból a Jura-hegység fő vonulata, délről a Vuache hegy, délkeleti irányból pedig a Salève hegység.

## Éghajlata
| Hónap                         | Jan.  | Feb.  | Már.  | Ápr. | Máj. | Jún. | Júl. | Aug. | Szep. | Okt. | Nov.  | Dec.  | Év    |
| ----------------------------- | ----- | ----- | ----- | ---- | ---- | ---- | ---- | ---- | ----- | ---- | ----- | ----- | ----- |
| Rekord max. hőmérséklet (°C)  | 17,3  | 20,6  | 24,9  | 27,5 | 33,8 | 36,5 | 39,7 | 37,6 | 34,8  | 27,3 | 23,2  | 20,8  | 39,7  |
| Átlagos max. hőmérséklet (°C) | 4,5   | 6,3   | 11,2  | 14,9 | 19,7 | 23,5 | 26,5 | 25,8 | 20,9  | 15,4 | 8,8   | 5,3   | 15,3  |
| Átlagos min. hőmérséklet (°C) | −1,3  | −1,0  | 1,6   | 4,8  | 9,1  | 12,3 | 14,4 | 14,0 | 10,8  | 7,4  | 2,4   | 0,1   | 6,3   |
| Rekord min. hőmérséklet (°C)  | −19,9 | −20,0 | −13,3 | −5,2 | −2,2 | 1,3  | 3,0  | 4,9  | 0,2   | −4,7 | −10,9 | −17,0 | −20,0 |
| Átl. csapadékmennyiség (mm)   | 76    | 68    | 70    | 72   | 84   | 92   | 79   | 82   | 100   | 105  | 88    | 90    | 1006  |
| Havi napsütéses órák száma    | 59    | 88    | 154   | 177  | 197  | 235  | 263  | 237  | 185   | 117  | 66    | 49    | 1827  |
| Forrás: MeteoSwiss , KNMI     |       |       |       |      |      |      |      |      |       |      |       |       |       |

## Története
Az ókorban egy kelta törzs, az allobroxok megerősített határvárosa volt Genava néven. Julius Caesar is járt erre a gall háború során.
A népvándorlás során a burgundiak fővárosa lett 443-ban, 534-ben a frank birodalomhoz csatolták.
A középkorban (kb. 400-tól) a genfi püspökök uralták. A polgárság elégedetlensége hozzájárult a reformáció térhódításához. Kálvin János 1536-ban érkezett először a városba, ekkor kiáltották ki a város függetlenségét. Kálvinnak időlegesen távoznia kellett, ám visszatérése után Genf a kálvinizmus központja lett. A várost egy ideig a „protestáns Róma”-ként emlegették. Kálvin 1559-ben alapította meg akadémiáját.
A jakobinus diktatúra Genfre is átterjedt, a város 1798-tól 1814-ig Franciaországhoz tartozott. A bécsi kongresszus idején csatlakozott a Svájci Államszövetséghez.
Az első világháború után Svájc semlegessége nagyban hozzájárult ahhoz, hogy itt működött a Népszövetség (az ENSZ elődje) 1920 és 1939 között. A második világháború befejezése után számos ENSZ szervezet és nem kormányközi nemzetközi szervezet székhelye.

## Nemzetközi szervezetek székhelye

### Nem kormányközi nemzetközi szervezetek

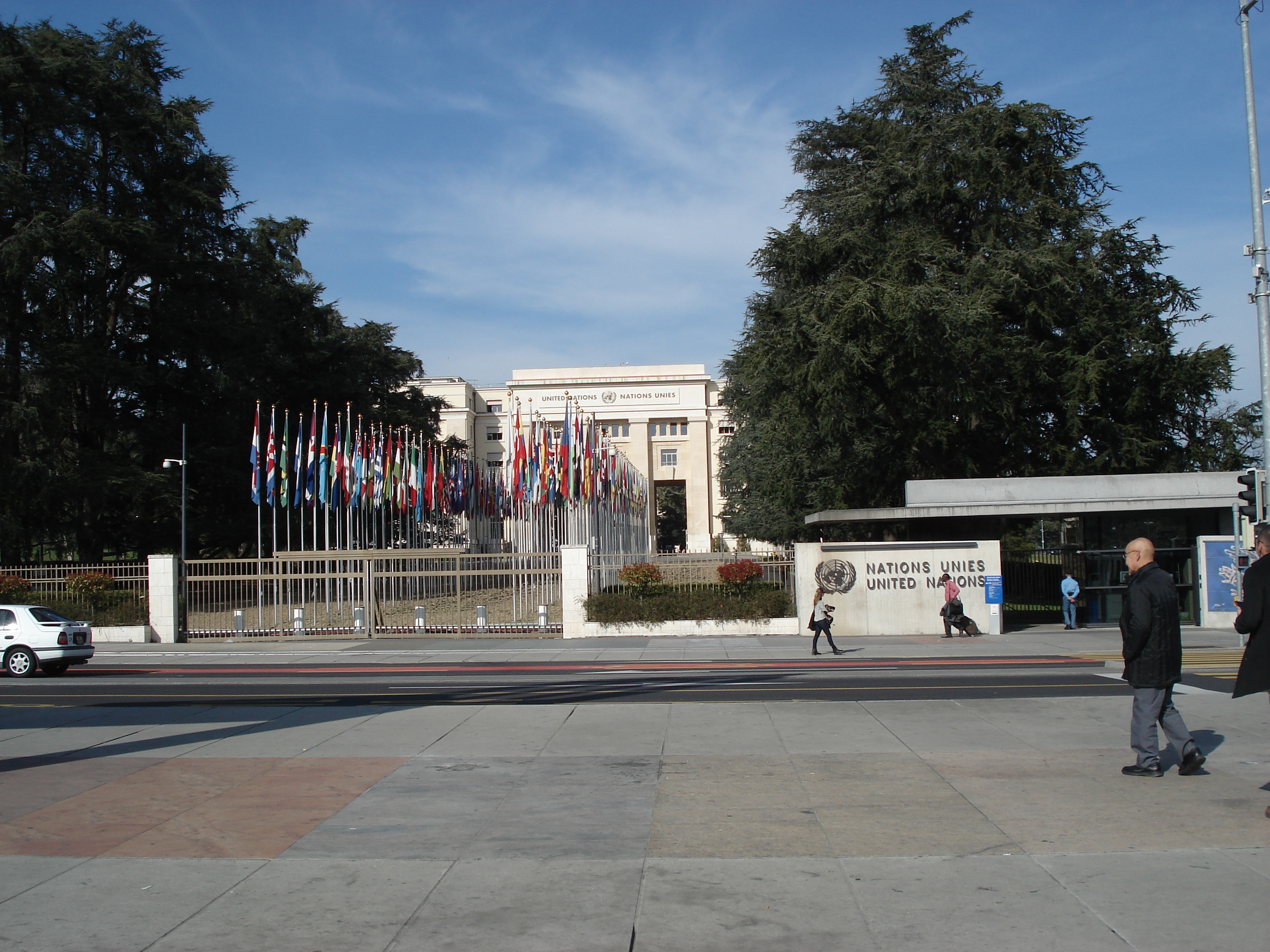
Az ENSZ főépülete Genfben

- Nemzetközi Vöröskereszt és Nemzetközi Vörös Félhold
- CERN, a nagy európai részecskefizikai kutatóközpont
- Európai Műsorsugárzók Uniója

### ENSZ szervezetek
- az ENSZ európai központja (az egykori Népszövetség épületeiben)
- UNHCR, az ENSZ Menekültügyi Főbiztossága
- WHO, az ENSZ Egészségügyi Világszervezete
- WTO, az ENSZ Kereskedelmi Világszervezete
- WIPO, az ENSZ Szellemi Tulajdon Világszervezete
- ITU, a Nemzetközi Távközlési Unió
- ILO, a Nemzetközi Munkaügyi Szervezet

## A svájci óragyártás egyik központja

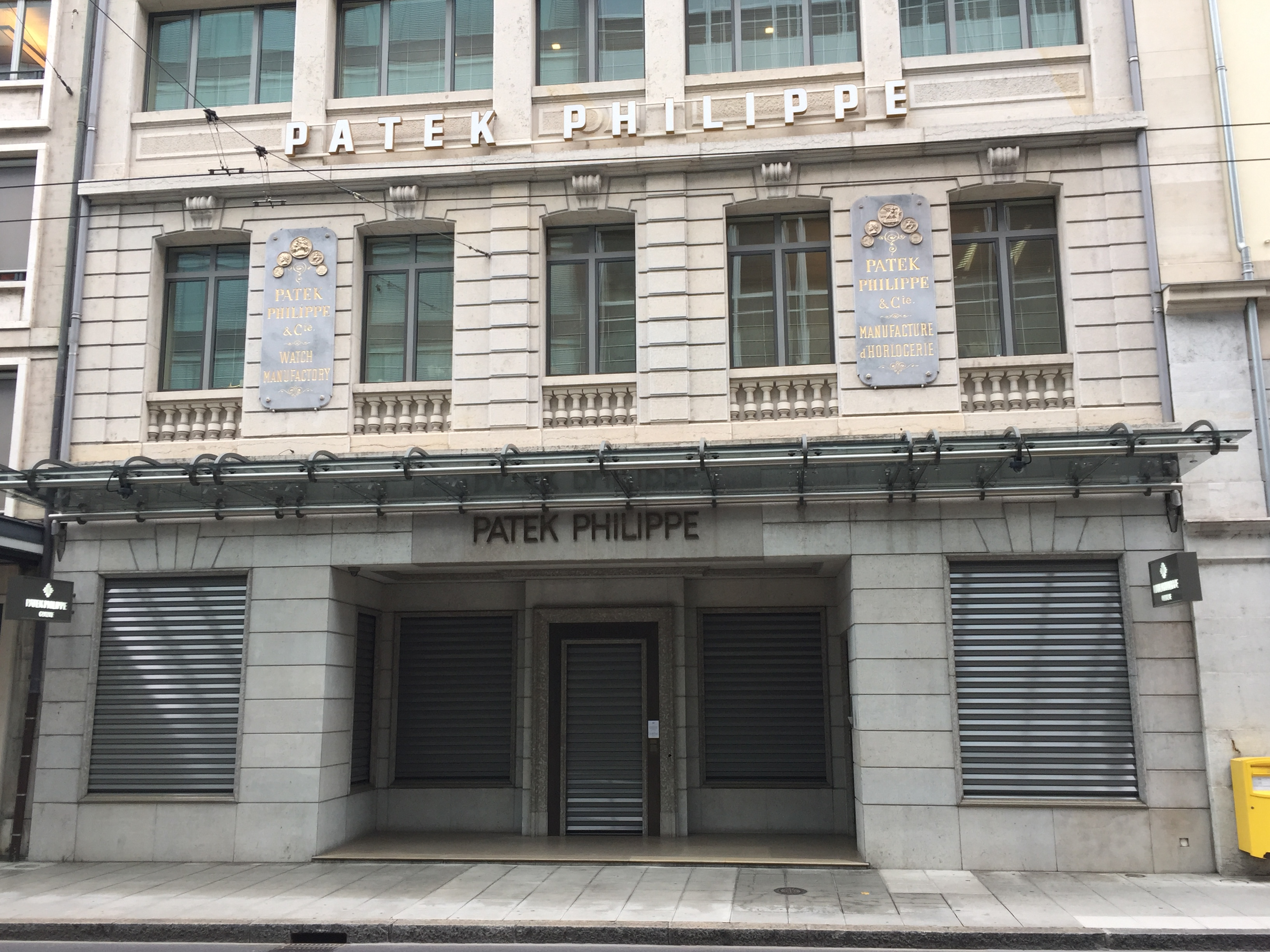
Patek Philippe szalon, Rue du Rhône, Genf

Genfben van évszázadok óta számos világhírű óragyár központja, a nevezetesebbek:
- Vacheron Constantin (1755 óta)
- Baume & Mercier (1830 óta)
- Mathey-Tissot
- Buccellati
- Cartier
- Jaeger-Le Coultre
- Patek Philippe – óramúzeumot is fenntart
- Piaget
- Audemars Piguet
- Franck Muller
- Pierre Kunz
- De Grisogono
- European Company Watch
- Girard-Perregaux
- Robergé
- F.P. Journe
- Sbarro – Franco Sbarro autótervező óragyártó vállalkozása
- Daneil JeanRichard
- Roger Dubois
- Parmigiani
- Van Cleef & Arpels

## Látnivalók
- Genfi-tó

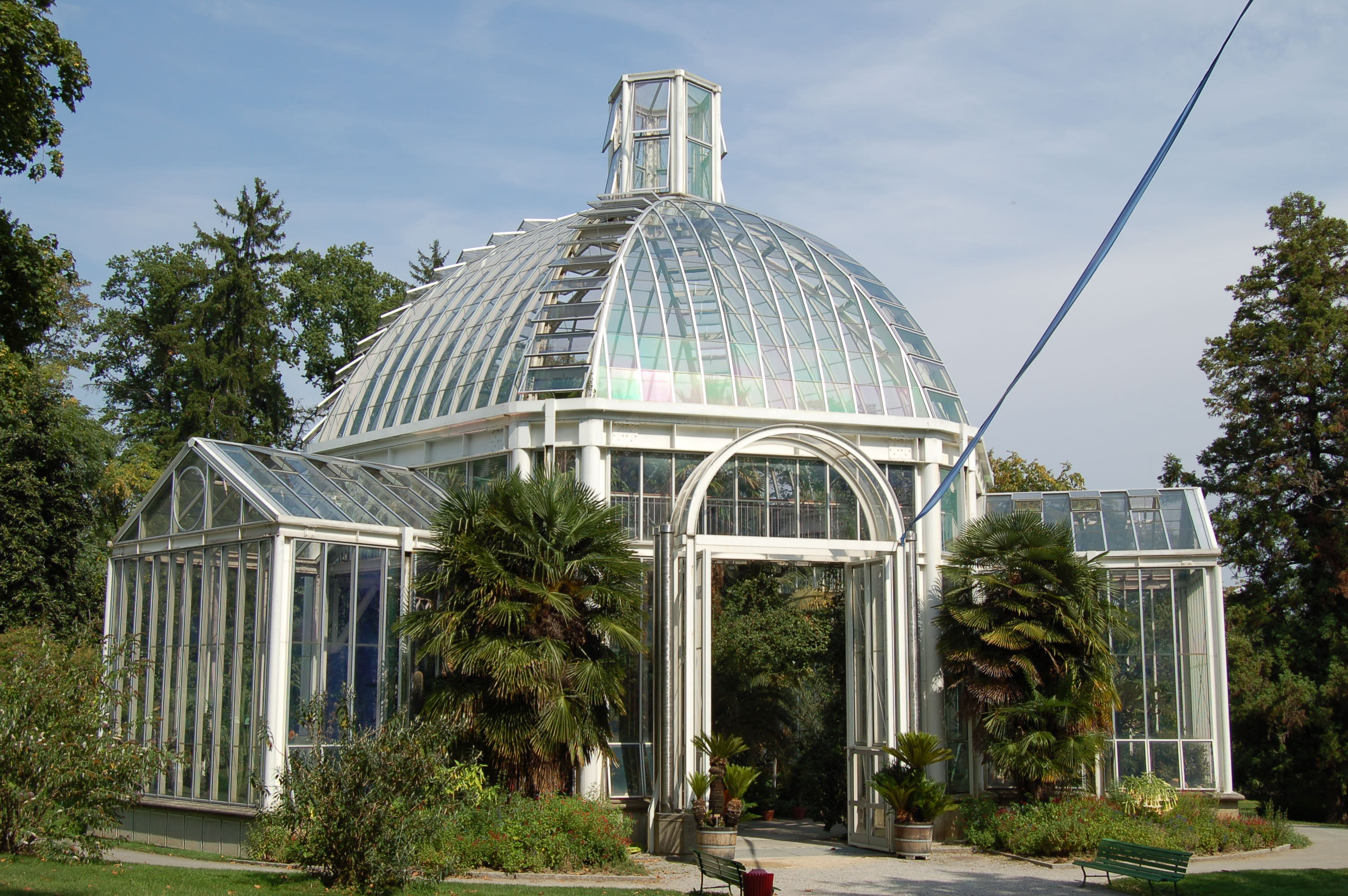
Botanikus kert

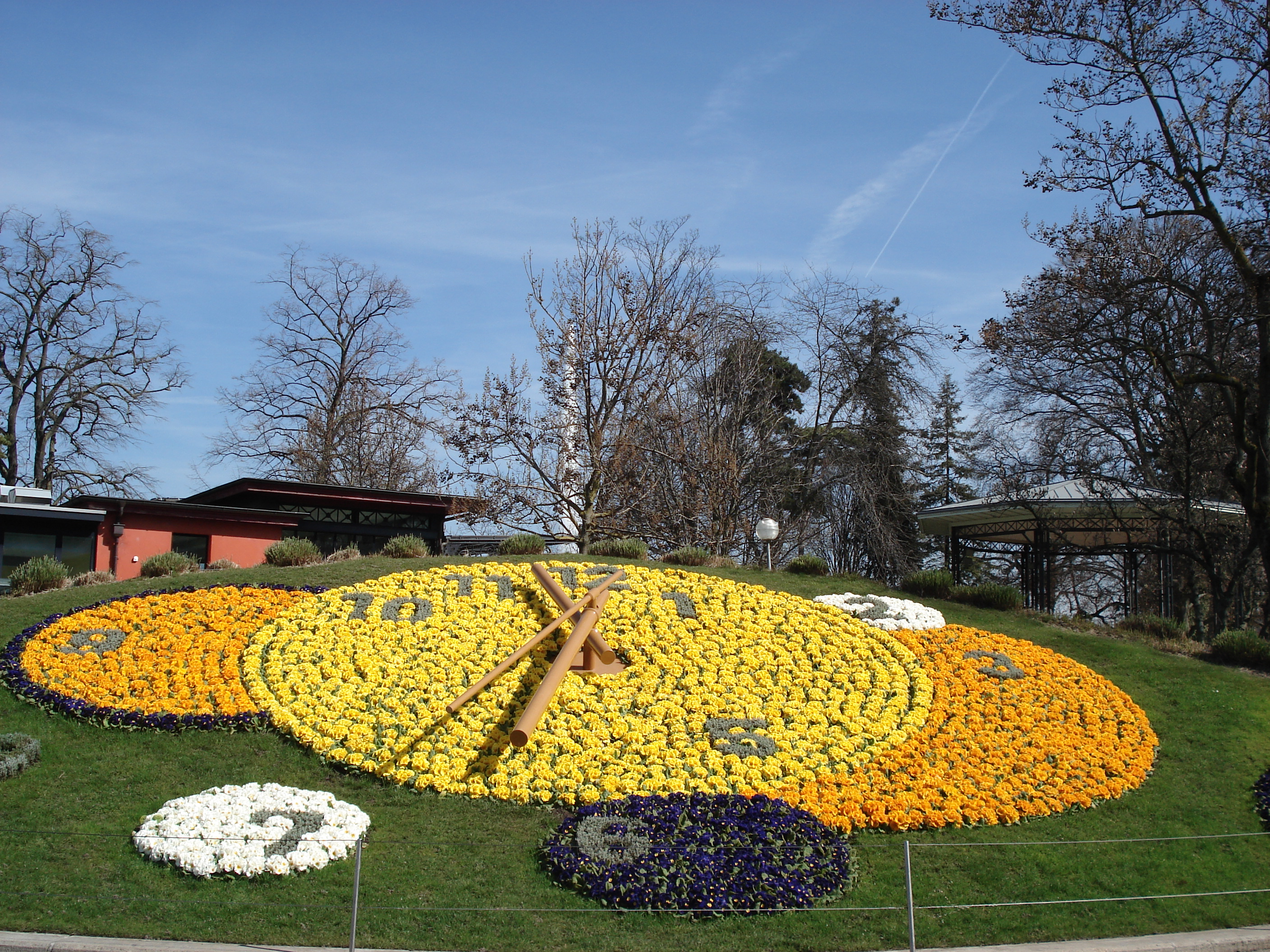
Virágóra

- Jet d'Eau, 140 méter magasra felszökő szökőkút a tavon
- A reformáció emlékműve (Kálvin és három társa szoborcsoportja, mellette – többek között – Bocskai István szobra
- Erzsébet császárné és királyné szobra és emléktáblája az ellene elkövetett merénylet színhelyén
- Bartók Béla szobra – a városban lakó magyarok kezdeményezésére állították
- Botanikus kert (Jardin botanique)

## Híres genfiek
- Kálvin János (1509–1564) keresztény tudós, reformátor, a kálvinizmus névadója
- Jacques Godefroy (1587–1652), jogász és politikus

- ifj. Friedrich Spanheim(wd) (1632–1701), német-holland kálvinista teológus
- Jean-Étienne Liotard (1702–1789) rokokó festő
- Jean-Jacques Rousseau (1712–1778) filozófus, a felvilágosodás nagy alakja
- Charles Bonnet (1720–1793), tudós
- Jacques Necker (1732–1804), francia pénzügyminiszter
- Horace-Bénédict de Saussure (1740–1799), tudós
- Albert Gallatin (1761–1849), amerikai politikus
- Jacques-Laurent Agasse (1767–1849), festő
- Charles-Gaspard de la Rive (1770–1834), fizikus
- Antoine-Elisée Cherbuliez (1797–1869), svájci liberális nemzetgazda
- Rodolphe Töpffer (1799–1846), grafikus

- Auguste Arthur de la Rive (1801–1873), fizikus
- François Diday (1802–1877) festő
- Barthélemy Menn (1815–1893) festő
- Henri Dunant (1828–1910), a Vöröskereszt megalapítója
- Élie Ducommun (1833–1906), író, szerkesztő, fordító, békeaktivista
- Édouard Sayous (1842–1898), esszéíró, történész, teológus
- Ferdinand de Saussure (1857–1913) nyelvész, a strukturalizmus atyja
- Émilie Gourd (1879–1946), női jogharcos
- Ernest Bloch (1880–1959), zeneszerző
- Michel Simon (1895–1975), színész
- Jean Piaget (1896–1980) pszichológus, az episztemológia atyja
- Pierre Jeanneret (1896–1967), építész

- Raymond Passello (1905–1987), labdarúgó
- Frank Séchehaye (1907–1982), labdarúgó és autóversenyző
- Albert Guinchard (1914–1971), labdarúgó
- Vico Torriani (1920–1998), énekes
- Claude Goretta (1929–2019), rendező
- Alain Tanner (1929–2022), rendező
- Alain Menu (* 1963), autóversenyző
- Emmanuel Pahud (* 1970), zenész
- Marc Rosset (* 1970), teniszező
- Emmanuelle Gagliardi (* 1976), teniszezőnő
- Joël Dicker (* 1985), író
- Philippe Senderos (* 1985), labdarúgó
- Romain Grosjean (* 1986), autóversenyző
- Reto Ziegler (* 1986), labdarúgó
- Edoardo Mortara (* 1987), autóversenyző
- Kat Graham (* 1989), színésznő, énekesnő
- Benoît Schwarz (* 1991), curlingjátékos
- Denis Zakaria (* 1996), labdarúgó
- Dereck Kutesa (* 1997), labdarúgó
- Jérémy Guillemenot (* 1998), labdarúgó
- Anthony Racioppi (* 1998), labdarúgó

- Zeki Amdouni (* 2000), labdarúgó
- Alexis Antunes (* 2000), labdarúgó

## Testvértelepülések

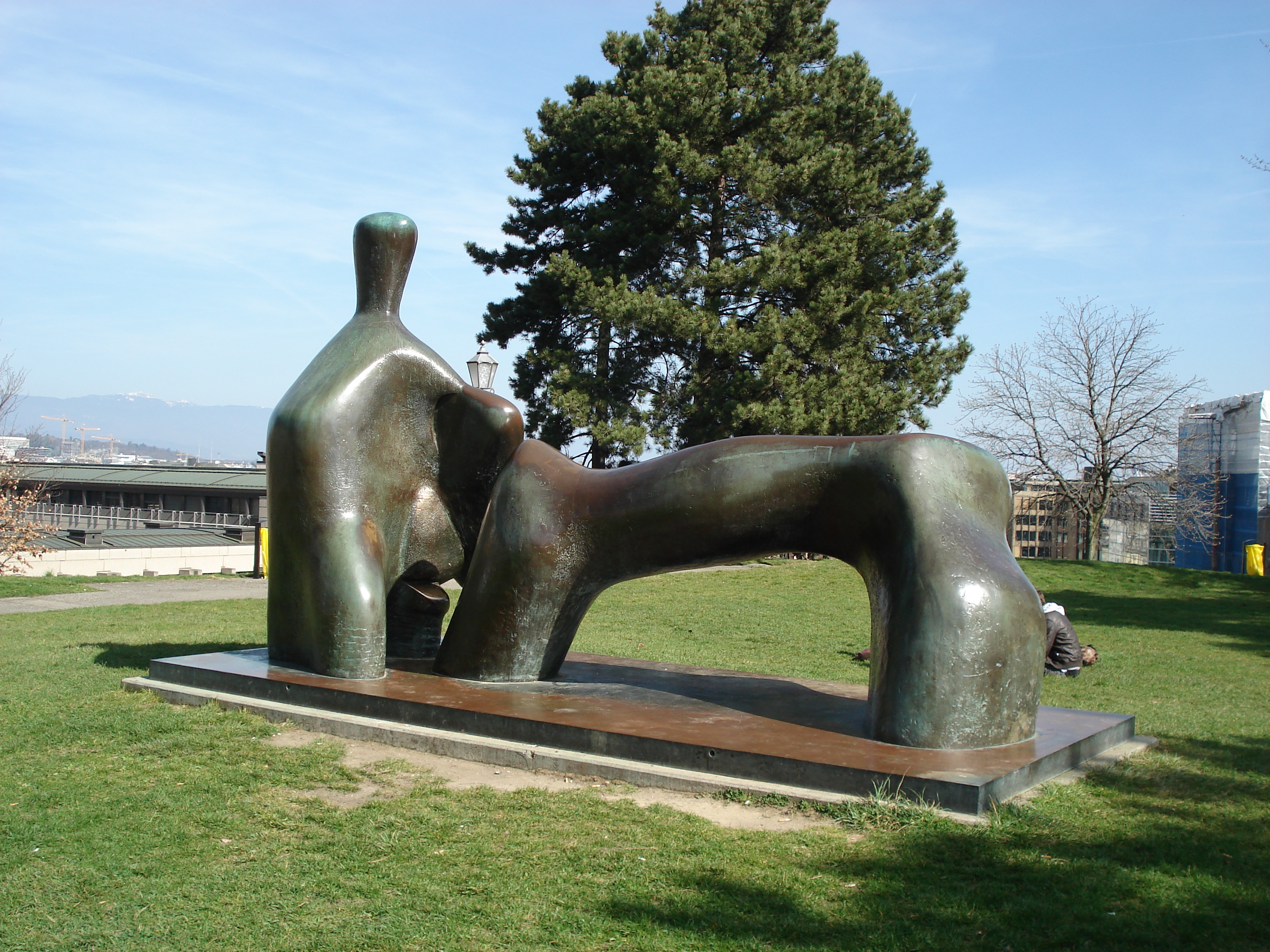
Henry Moore egy szobra Genfben

- Buenos Aires Argentína (1991)
- Párizs Franciaország (2002)

## Múzeumok
- Petit Palais (modern képzőművészeti gyűjtemény)
- A Nemzetközi Vöröskereszt Múzeuma
- Ariana Múzeum (iparművészeti gyűjtemény)
- Maison Tavel (művészeti gyűjtemény gótikus lakóházban)
- Jean-Jacques Rousseau szülőháza

## Magyar vonatkozások

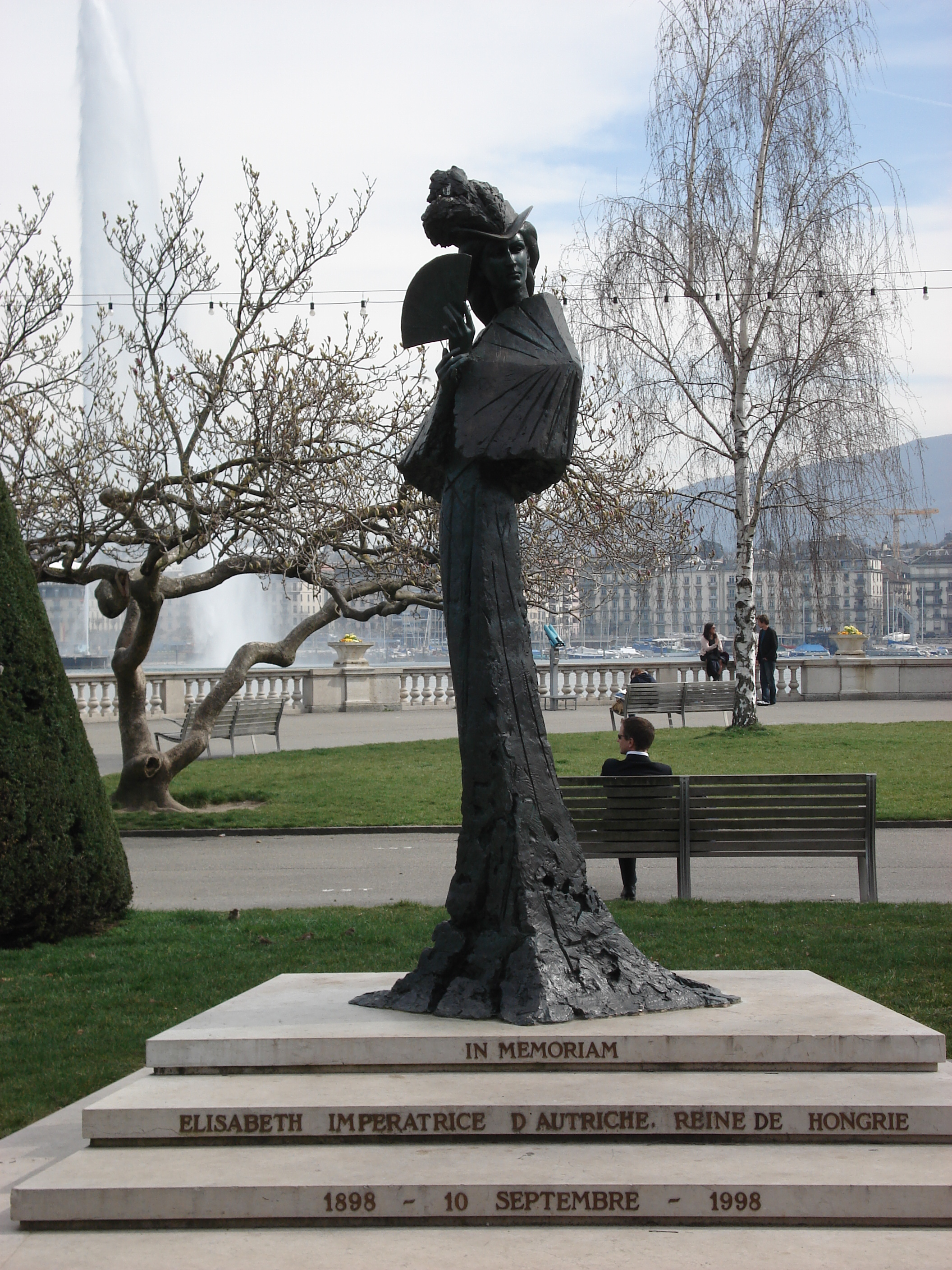
Erzsébet királyné szobra Genfben

- A Reformáció emlékművénél a szobrok között megtalálhatjuk Bocskai István szobrát.
- Itt halt meg 1912-ben Török Aurél orvos, az MTA tagja.
- Itt élt Liszt Ferenc 1835 és 1836 között, teret is neveztek el róla.[5]
- Itt gyilkolták meg Erzsébet magyar királynét 1898-ban
- Itt halt meg Apponyi Albert gróf (1846–1933) magyar politikus.
- Itt dolgozott a magyar származású Bogsch Árpád. 1973 és 1997 között a Szellemi Tulajdon Világszervezete főigazgatója volt.
- Itt halt meg Aggteleky Béla magyar katonatiszt, 1977-ben.